# Serrat dels Plans
El Serrat dels Plans és una serra situada al municipi d'Alt Àneu a la comarca del Pallars Sobirà, amb una elevació màxima de 2.459 metres.